# كلارنس هوفمان
كلارنس هوفمان (بالإنجليزية: Clarence Hoffman)‏ هو سياسي أمريكي، ولد في 7 أغسطس 1933 في ليولا في الولايات المتحدة. حزبياً، نشط في Republican Party of Iowa ‏ والحزب الجمهوري. وقد انتخب عضو مجلس نواب ولاية ايوا.